# Candace Glendenning

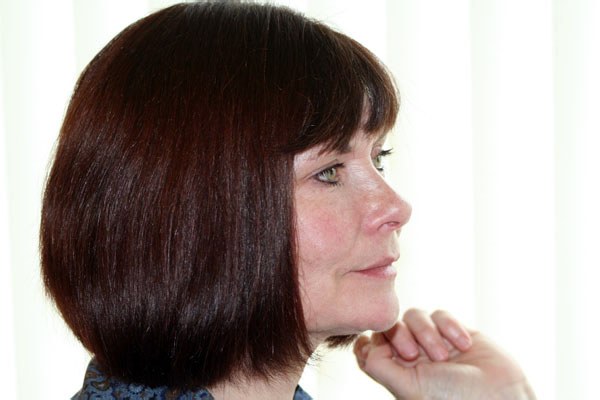
Candace Glendenning

Candace Glendenning (* 9. August 1953 in London, England) ist eine britische Schauspielerin. 

## Leben
Glendenning wurde am 9. August 1953 als Tochter von Jerold and Ruby Glendenning in London geboren.

## Wirken
Ihr Debüt als Schauspielerin hatte sie 1968 in der Fernsehserie The Tyrant King. In Franklin J. Schaffners Historienfilm Nikolaus und Alexandra von 1971 spielte sie die Großfürstin Maria Nikolajewna. 1972 konnte man sie dann in dem Horrorfilm Der Turm der lebenden Leichen in der Rolle der Penelope „Penny“ Read sehen. Ein weiterer Film folgte, bevor sie sich verstärkt dem Fernsehen zuwandte und in verschiedenen TV-Serien auftrat. Auf die Leinwand kehrte sie nur noch einmal im Jahr 1976 für den Horrorfilm Sklavin des Satans zurück. Ihre Karriere beendete sie im Jahr 1982. In den vierzehn Jahren ihrer aktiven Schauspielzeit, trat sich auch unter den Namen Candice Glendenning sowie Candy Glendenning auf.

## Filmografie
- 1968: The Tyrant King (Fernsehserie, 6 Folgen)
- 1971: Der Experte (The Expert) (Fernsehserie, 1 Folge)
- 1971: Up Pompeii
- 1971: Nikolaus und Alexandra (Nicholas and Alexandra)
- 1972: Der Turm der lebenden Leichen (Tower of Evil)
- 1972: The Main Chance (Fernsehserie, 1 Folge)
- 1972: Im Rampenlicht des Bösen (The Flesh and Blood Show)
- 1972: Ein Leben im 3/4-Takt (The Strauss Family) (Fernsehserie, 1 Folge)
- 1972–1973: BBC Play of the Month (Fernsehserie, 2 Folgen)
- 1974: Diamonds on Wheels (Fernsehfilm)
- 1974: Disney-Land (Fernsehserie, 3 Folgen)
- 1975: Dixon of Dock Green (Fernsehserie, 1 Folge)
- 1975: Looking for Clancy (Fernsehserie, 1 Folge)
- 1975: Ten from the Twenties (Fernsehserie, 1 Folge)
- 1976: Play for Today (Fernsehserie, 1 Folge)
- 1976: Scene (Fernsehserie, 2 Folgen)
- 1976: Sklavin des Satans (Satan's Slave)
- 1977: Ripping Yarns (Fernsehserie, 1 Folge)
- 1977: Rainbow (Fernsehserie, 1 Folge)
- 1979: Blakes 7 (Fernsehserie, 1 Folge)
- 1980: Flesh and Blood (Fernsehserie, 5 Folgen)
- 1982: Angels (Fernsehserie, 1 Folge)